# クロヒカゲモドキ
クロヒカゲモドキ（黒日陰擬/擬黒日陰 Lethe marginalis）は、チョウ目（鱗翅目）タテハチョウ科ジャノメチョウ亜科に分類されるチョウのひとつ。

## 概要
ヒカゲチョウグループの古形遺存種とされる。同属のクロヒカゲと非常によく似かよっているが、本種は全体的にやや大きく、翅外縁がさらに丸みを帯び、前翅裏の先端部にある眼状紋は3つ（クロヒカゲ・ヒカゲは2つ）である点で区別可能。
タケ科をメインの食草とするクロヒカゲ・ヒカゲと違い、食草はアシボソ・チヂミザサ・サイドガヤススキ・オオアブラススキなどのイネ科植物。卵は葉の裏に1個から数個産みつけられる。越冬態は4～5齢幼虫。

## 分布
本州中部以南・四国・九州の内陸部に分布するが、分布域は不連続である。九州の個体群は絶滅が危惧されている。
国外ではロシア極東・中国・朝鮮半島

## 保全状況評価
クロヒカゲモドキ　Lethe marginalis
- 絶滅危惧IB類 (EN)（環境省レッドリスト）

2007年の環境省レッドリストでは絶滅危惧II類であったが、2012年には絶滅危惧IB類に指定された。